# Тюмери
Тюмерѝ (на френски: Thumeries) е град в Северна Франция, предградие на Дуе и Ланс. Намира се в департамент Нор на регион О дьо Франс. Има жп гара на линията между Лил и Дуе. В Тюмери се намира колежът „Албер Камю“. Населението на града е 3768 жители от преброяването през 2006 г.

## Личности
Родени
- Луи Мал, френски кинорежисьор